# 1889 en droit
Cet article présente les faits marquants de l'année 1889 en droit.

## Événements

### Février
- 11 février : proclamation de la « Constitution Meiji »[1],[2] au Japon. L’empereur « octroie » à son peuple une Constitution[3], laquelle abroge le système des ritsu-ryo, édits d'organisation administrative et politique pris de 646 à 701.

## Décès
- 19 décembre : Paul Andral, avocat et haut fonctionnaire français, né en 1828.